# Uroleucon leonardi
Uroleucon leonardi är en insektsart som först beskrevs av Olive 1965.  Uroleucon leonardi ingår i släktet Uroleucon och familjen långrörsbladlöss. Inga underarter finns listade i Catalogue of Life.